# John Adler
John Herbert Adler, född 23 augusti 1959 i Philadelphia, Pennsylvania, död 4 april 2011 i Philadelphia, Pennsylvania, var en amerikansk demokratisk politiker. Han representerade delstaten New Jerseys tredje distrikt i USA:s representanthus från 2009 fram till januari 2011.
Adler studerade vid Harvard. Han avlade 1984 juristexamen vid Harvard Law School. Han arbetade sedan som advokat och flyttade till New Jersey. Han var ledamot av delstatens senat 1992-2009.
Kongressledamoten Jim Saxton kandiderade inte till omval i kongressvalet i USA 2008. Adler besegrade republikanen Chris Myers med 51,7% av rösterna mot 48,3% för Myers.